# Victor Razafimahatratra
Victor Razafimahatratra, né le 8 septembre 1921 à Ambanitsilena-Ranomasina (Madagascar) et mort le 6 octobre 1993, est un prêtre jésuite malgache, archevêque de Tananarive de 1976 à sa mort. Il est créé cardinal en 1976. 

## Biographie
Victor Razafimahatratra entre dans la Compagnie de Jésus en 1945 et y est ordonné prêtre le 28 juillet 1956, Il fait sa profession religieuse et prononce ses vœux solennels le 2 février 1963. 
D'abord recteur de séminaire, il est nommé évêque de Farafangana le 16 janvier 1971, et ordonné le 18 avril suivant. Le 10 avril 1976, il devient archevêque de Tananarive.
Il est créé cardinal par le pape Paul VI lors du consistoire du 24 mai 1976 avec le titre de cardinal-prêtre de Sainte-Croix-de-Jérusalem.